# Australian Championships 1960
Gli Australian Championships 1960 (conosciuto oggi come Australian Open) sono stati la 48ª edizione degli Australian Championships e prima prova stagionale dello Slam per il 1960. Si è disputato dal 22 gennaio al 1º febbraio 1960 sui campi in erba del Milton Courts di Brisbane in Australia. Il singolare maschile è stato vinto dall'australiano Rod Laver, che si è imposto sul connazionale Neale Fraser in 5 set. Il singolare femminile è stato vinto dall'australiana Margaret Court, che ha battuto la connazionale Jan Lehane in 2 set. Nel doppio maschile si è imposta la coppia formata da Rod Laver e Bob Mark, mentre nel doppio femminile hanno trionfato Maria Bueno e Christine Truman. Il doppio misto è stato vinto da Jan Lehane O'Neill e Trevor Fancutt.

## Risultati

### Singolare maschile
Rod Laver ha battuto in finale  Neale Fraser con il punteggio di 5–7, 3–6, 6–3, 8–6, 8–6

### Singolare femminile
Margaret Court ha battuto in finale  Jan Lehane con il punteggio di con il punteggio di 7–5, 6–2

### Doppio maschile
Rod Laver /  Bob Mark hanno battuto in finale  Roy Emerson /  Neale Fraser con il punteggio di 1–6, 6–2, 6–4, 6–4

### Doppio femminile
Maria Bueno /  Christine Truman hanno battuto in finale  Lorraine Coghlan /  Margaret Smith Court con il punteggio di 6–2, 5–7, 6–2

### Doppio misto
Jan Lehane O'Neill /  Trevor Fancutt hanno battuto in finale  Martin Mulligan /  Christine Truman con il punteggio di 6–2, 7–5